# Nectaropetalum carvalhoi
Nectaropetalum carvalhoi är en tvåhjärtbladig växtart som beskrevs av Adolf Engler. Nectaropetalum carvalhoi ingår i släktet Nectaropetalum och familjen Erythroxylaceae. Inga underarter finns listade i Catalogue of Life.